# Yamato-damashii

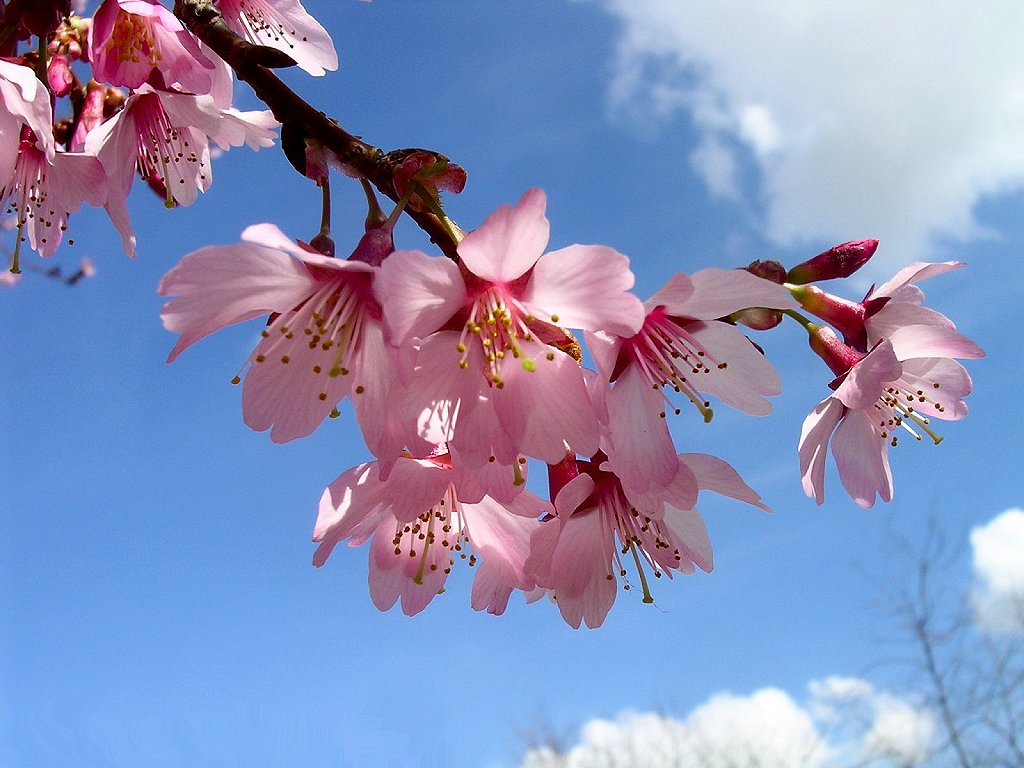
Die japanische Kirschblüte (Sakura, 桜) wird in der Kunst allgemein zur Symbolisierung des Yamato-damashii verwendet

Der Begriff Yamato-damashii (japanisch 大和魂, dt. „Geist der Yamato“, „Seele der Yamato“) ist ein japanisches Wort der den sogenannten japanischen Volksgeist bzw. das Gemeinwesen des japanischen Volkes beschreiben soll. Er wird synonym mit dem Begriff „Yamato-gokoro“ (大和心, dt. „Herz der Yamato“) verwendet.
Der „japanische Geist“ nimmt entsprechend innerhalb des japanischen politischen Rechten, insbesondere rechtsextremen Gruppierungen und Ultranationalisten, aber auch innerhalb des Shintō-Glaubens eine zentrale Stellung ein.

## Inhaltliche Bestimmungen
Das „japanische Geist“ wurde ursprünglich verwendet, um den einheimischen Charakter der urtümlichen Bevölkerung von Japan von denen der ausländischen Einflüsse zu differenzieren.
Der essentialische Kern des „japanischen Geistes“ nimmt Bezug auf die authentische „Seele“ des antiken Japan, der sich durch ihre Einzigartigkeit vorherhebt. Das Wort taucht erstmals während der Heian-Zeit auf.
Während der Meiji-Reformen wurde das Wort im Zuge des erstarkenden japanischen Nationalismus wiedererweckt und für politische Zwecke ausgenutzt. Im frühen 20. Jahrhundert wurde mit der vermeintlichen Einzigartigkeit des „japanische Geistes“ ein exklusiver Anspruch auf die Überlegenheit der japanischen Nation erhoben. In diesem Kontext wird der Begriff Volksgeist daher analog mit den Begriffen „Nationalcharakter“ oder „Rassencharakter“ (siehe Japanischer Nationalismus) in den Theorien von Rechtsextremisten verwendet.

## Verwendung
Der Begriff wird im fachlichen Diskurs abgesehen von seiner geschichtlichen Bedeutung nunmehr fast ausschließlich von Autoren mit einer entsprechenden politischen oder religiösen Orientierung benutzt.
Yamato-damashii ist dessen ungeachtet eine populäre Beschriftung auf T-Shirts und Stirnbändern, die z. B. von japanischen Fans bei internationalen Sportveranstaltungen getragen werden.